# Trirhithrum basale
Trirhithrum basale är en tvåvingeart som beskrevs av Mario Bezzi 1924. Trirhithrum basale ingår i släktet Trirhithrum och familjen borrflugor.
Artens utbredningsområde är Malawi. Inga underarter finns listade i Catalogue of Life.